# 広島電鉄横川線
横川線（よこがわせん）は、広島県広島市中区の十日市町停留場と同市西区の横川駅停留場を結ぶ、広島電鉄の軌道路線（路面電車）である。駅ナンバリングで用いられる路線記号はY。

## 概要
本線と横川地区を結ぶ路線で、終点の横川駅停留場で西日本旅客鉄道（JR西日本）山陽本線・可部線の横川駅に接続する。
大正期に開通した、広電の中では比較的歴史のある路線だが、江波線開通以後は江波方面とのフィーダー輸送が主となり、1971年に旧7号線（横川 - 広島駅前）が廃止になると、永らく江波線直通系統のみが運行される路線となった。2003年に横川駅前に乗り入れが行われたのを期にJRから紙屋町方面への第3のアクセスルートとして宇品線直通の（新）7号線が運行を開始している。

### 路線データ
- 路線距離（営業キロ）：1.4 km
- 軌間：1435 mm
- 停留場数：5（起終点含む）
- 複線区間：全線
- 電化区間：全線（直流600 V）

## 運行形態
宇品線・本線から直通する7号線（広電本社前 - 横川駅）、江波線直通の8号線（江波 - 横川駅）が運行されており、2019年4月1日からはそれぞれの系統が単独で往復運行されている。2019年3月31日までは1つの車両が江波⇒（8号線）⇒横川駅⇒（7号線）⇒広電本社前⇒（7号線）⇒横川駅⇒（8号線）⇒江波の経路で運行される三角運用だった。例外として、早朝と夜間や平日朝ラッシュの時間帯は8号線江波 - 横川駅間の折り返し運行も行われていた。7号線についてもイベント時を中心に横川駅 - 日赤病院前間（公式上および方向幕では「0号線」表記）の折り返し運行のほか、海岸通（方向幕では「0号線」表記）や広島港（7号線仕様の方向幕が準備済み）への臨時便も運行される。広島港行きは2023年7月24日のダイヤ改正で定期運行化される。
運行車両については基本的に単行型車両であるが、連接型の超低床車両1000形も導入され、2013年2月15日より運行されている。新7号線開業以前では、550形、600形、900形、1900形といった旧型車のみで運行されていたが、旧型車の淘汰が進み乗車機会が少なくなるなか、日中帯でもよく旧型車が運行されている数少ない路線となっている。
2000年代半ばから2018年までの毎週土曜・日曜・祝日に8号線において、「レトロ電車」と称して車両限定運用が1日2往復組まれていた。4月・5月・10月は100形101号、11月から3月までは200形238号が充当された。

## 歴史
- 1917年（大正6年）11月1日：左官町（現・本川町） - 十日市町 - 三篠（現・横川駅）間が開業。当初は単線で、途中4か所の行き違い設備があった。また、三篠停留場の十日市町寄りに横川駅前停留場が存在した。
- 1926年（大正15年）頃  ：三篠停留場が横川停留場に改称。
- 1938年（昭和13年）：全線複線化。
- 1941年（昭和16年）7月28日：横川駅前停留場廃止。
- 1942年（昭和17年）5月：廣瀬神社停留場を廃止。
- 1944年（昭和19年）12月26日：本線の左官町 - 土橋間のルート変更に伴い、左官町 - 十日市町間が本線に編入。
- 1945年（昭和20年）
  - 8月6日：原爆投下により、全線で運行休止。
  - 12月26日：別院裏（現在の別院前） - 十日市が復旧。
- 1948年（昭和20年）12月18日：全線復旧。
- 1971年（昭和46年）5月6日：横川 - 十日市町 - 広島駅間の旧・7号線の運行を廃止。最後までツーマン（車掌乗務）運行だった。
- 2001年（平成13年）11月1日：横川停留場を横川駅停留場に改称。
- 2002年（平成14年）8月10日：太田川花火大会にあわせた臨時電車において、7号線の試験運行（横川駅 - 日赤病院前）および、横川駅発商工センター入口行き臨時電車の運行が実施される[3]。
- 2003年（平成15年）
  - 3月27日：横川駅停留場が移転し、JR横川駅前広場に乗り入れ[4]。
  - 4月20日：横川駅 - 本通 - 広電本社前間の新・7号線が運行開始。日中10分間隔で運行し平日のラッシュ時には連接車が投入される。
  - 5月20日：横川駅交差点に電車優先信号設置、7号線開業以来課題となっていた横川駅終点への入線待ち解消。同時にダイヤ改正を実施し、日中10分間隔から12分間隔へ改め、連接車は平日朝の1往復を残し単車運行となる。
- 2006年（平成18年）6月26日：ダイヤ改正実施により平日夕ラッシュ時間帯に7,8号線にて連接車の運行が1往復新設。
- 2013年（平成25年）2月15日：超低床車両（1000形）運行開始[5]。
- 2014年（平成26年）4月7日：この日のダイヤ改正より平日夕ラッシュに7,8号線にて1往復運行されていた連接車（3000形）の運用が廃止。
- 2019年（平成31年）4月1日：この日のダイヤ改正により8号線→7号線→8号線と車両を運用する三角運用をやめ、7号線は広電本社前 - 横川駅、8号線は江波 - 横川駅のそれぞれの往復運行となった[1]。

## 停留場一覧
- 全停留場が広島県広島市内に所在。
- 全線を7号線・8号線が経由。

| 番号         | 停留場名         | 営業キロ     | 営業キロ     | 接続路線                                                            | 所在地                                                              |
| 番号         | 停留場名         | 駅間         | 累計         | 接続路線                                                            | 所在地                                                              |
| ------------ | ---------------- | ------------ | ------------ | ------------------------------------------------------------------- | ------------------------------------------------------------------- |
| 直通運転区間 | 直通運転区間     | 直通運転区間 | 直通運転区間 | 本線・宇品線 紙屋町西経由 広島港まで 本線・江波線 土橋経由 江波まで | 本線・宇品線 紙屋町西経由 広島港まで 本線・江波線 土橋経由 江波まで |
| M11          | 十日市町停留場   | -            | 0.0          | 広島電鉄： 本線                                                     | 中区                                                                |
| Y01          | 寺町停留場       | 0.4          | 0.4          |                                                                     | 中区                                                                |
| Y02          | 別院前停留場     | 0.4          | 0.8          |                                                                     | 中区                                                                |
| Y03          | 横川一丁目停留場 | 0.3          | 1.2          |                                                                     | 西区                                                                |
| Y04          | 横川駅停留場     | 0.2          | 1.4          | 西日本旅客鉄道： 山陽本線・ 可部線 ⇒ 横川駅（JR-R03・JR-B03）       | 西区                                                                |